# Pseudochondracanthus diceraus
Pseudochondracanthus diceraus är en kräftdjursart som beskrevs av C. B. Wilson 1908. Pseudochondracanthus diceraus ingår i släktet Pseudochondracanthus och familjen Chondracanthidae. Inga underarter finns listade i Catalogue of Life.